# Phimochirus venustus
Phimochirus venustus is een tienpotigensoort uit de familie van de Paguridae. De wetenschappelijke naam van de soort is voor het eerst geldig gepubliceerd in 1898 door Bouvier.